# Šimon Alois Tudecius de Monte Galea
Šimon Alois Tudecius de Monte Galea (latinsky Simon Aloysis Tudecius de Monte Galea, okolo 1630 Lehnice – 1699 Praha) byl původem slezský lékař, univerzitní pedagog, farmaceut, mořeplavec a spisovatel působící v českých zemích. 

## Životopis
Narodil se v Lehnici ve Slezsku, patrně do zajištěné měšťanské rodiny. Roku 1645 odešel studovat medicínu na lékařskou fakultu Ferdinandovy univerzity do Prahy, kde posléze okolo roku 1650 dosáhl doktorského medicínského titulu. Působil jako hofmistr šlechtice Jindřicha Kazimíra, svobodného pána z Kielmanseggu.  

### Ve Středomoří
Následně odešel před rokem 1655 ke studiím do Říma, ovládaného Papežským státem. Zde se nechal roku 1655 najmout jako lodní lékař na válečnou galéru papežského loďstva Sv. Petr, kotvící v Římě na Tibeře a následně se plavící se po Středozemním moři. Na lodi absolvoval mj. doprovod při plavbě švédské královny Kristýny na její cestě do Francie. Rovněž se 27. a 28. července 1657 zúčastnil námořní bitvy u Dardanel, střetu papežského loďstva s tureckou flotilou, ve které křesťanská armáda zvítězila. 

### Zpět v Praze
Roku 1657 se vrátil do Prahy a nadále působil na zdejší univerzitě, kde roku 1667 získal doktorát. Dvakrát, v letech 1687 a 1690, zastával funkci děkana pražské lékařské fakulty, roku 1690 mu byl udělen titul, roku 1690 mu pak byl udělen titul phys. regni Bohemiae juratus.
Vydal několik děl, včetně cestopisu jeho pobytu ve Středomoří či farmaceutické publikace Nucleus Pharmacevticus. 
Zemřel roku 1699 v Praze ve věku asi 70 let. Patrně zde byl také pohřben.

## Dílo (výběr)

### Lékařská literatura
- Nucleus Pharmacevticus (1695, Praha, odborné farmaceutické dílo)[3]